# Elizabeth Bird
Elizabeth May Bird (Manila, Filipinas, 4 de octubre de 1994) es una deportista británica que compite en atletismo.
Ganó dos medallas de bronce en el  Campeonato Europeo de Atletismo, en los años 2022 y 2024, ambas en la prueba de 3000 m obstáculos.

## Palmarés internacional
| Campeonato Europeo | Campeonato Europeo | Campeonato Europeo | Campeonato Europeo |
| Año                | Lugar              | Medalla            | Prueba             |
| ------------------ | ------------------ | ------------------ | ------------------ |
| 2022               | Múnich (Alemania)  | Medalla de bronce  | 3000 m obstáculos  |
| 2024               | Roma (Italia)      | Medalla de bronce  | 3000 m obstáculos  |